# マリンランド (山口県)
マリンランド（下関マリンランドと呼ばれたことも）は、山口県下関市長府外浦町にかつて存在した遊園地である。

## 概要
1973年に、関見台公園（櫛崎城跡）に隣接した埋め立て地に、田中金属株式会社（タナカホテルグループ）によりホテル（マリンホテル）、温泉、プール、アイススケート場、ボウリング場、遊園地などを備えた総合レジャー施設として開業した。遊園地には大観覧車があり、関門海峡を一望にすることができた。
隣接する下関市立水族館とあわせて利用する客が多く、地元のレジャー施設として賑わいを見せていた。秋吉台サファリランド（同じくタナカホテルグループ）と利用できるセット入場券も発売されていた。
1990年代に入ると平成不況が起こり全国のテーマパーク・遊園地に打撃を与えたが、施設の老朽化やスペースワールド開園（北九州市、1990年（2018年1月1日閉園））によってマリンランドの客離れは加速し、入場者数減少によって採算が悪化した。以後も施設・設備をほとんど入れ替えることなく昔ながらの営業を続けていたが、1999年に台風18号による水没被害が生じ、これをきっかけにマリンホテル・温泉を残してすべて閉鎖された。
その後、日帰り温泉施設を兼ねたマリン温泉パークを2000年6月にオープンさせたが、2015年5月31日をもってマリンホテル及び温泉パークの営業を終了し、42年の歴史に幕を下ろした。その後マリンホテル及び温泉パークの建物は解体され、2018年3月より隣接地に田中金属による新ホテル（ホテル風の海）の営業が開始されている。
現在では、下関の路線バスであるサンデン交通のバス停として、その名称が残るのみとなっている。
閉鎖された敷地のうち西側（ゴルフ練習場とパチンコの跡地）は、マックスバリュ・ナフコなどを各店舗とした近隣型ショッピングセンター「イオン長府ショッピングセンター」（2005年開業）となっている。 残りの敷地については、隣接する下関市立水族館跡地と共に国立病院機構に売却され、国立病院機構関門医療センターが新築移転（2009年）することとなった。

## ロケ地
- キカイダー01 - 第8話「イチロー危機！四人衆合体！！」
- はぐれ刑事純情派 - マリンホテルのみ。